# Желобнюк, Вадим Витальевич
Вадим Витальевич Желобнюк (22 апреля 1989, Москва, СССР) — российский хоккеист, вратарь.

## Биография
Воспитанник хоккейной школы московского «Динамо». В основной команде клуба дебютировал в 2006 году. В сезоне 2008/09 провёл 8 игр за «Динамо» в КХЛ, в которых пропустил 19 шайб.
Участник Суперсерии молодёжных сборных России и Канады (2007). Участник молодёжного чемпионата мира (2008).

## Достижения
- Чемпион мира среди юниоров (2007)